# Kordonurne

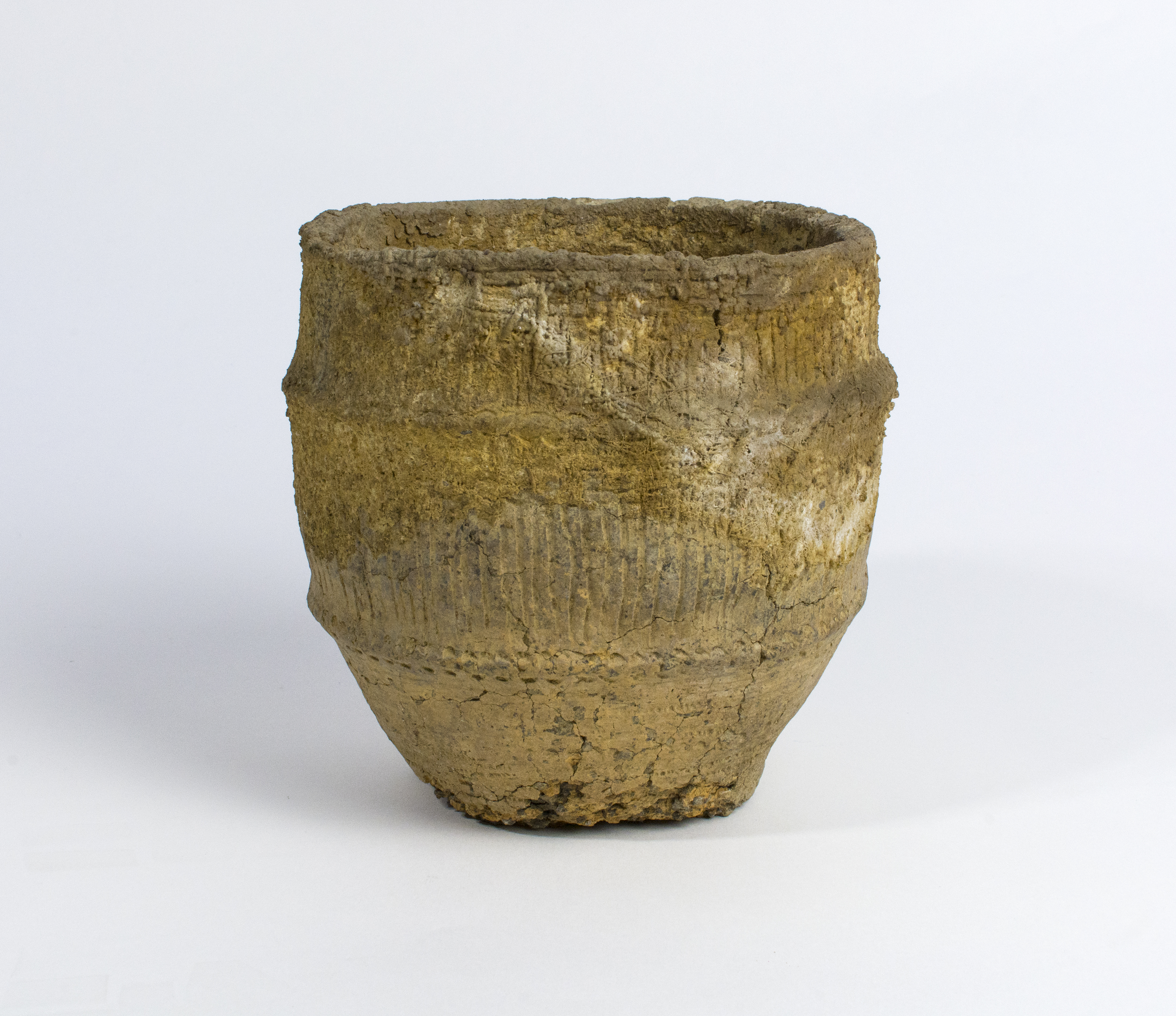
Kordonurne

Die Kordonurne (engl. Cordoned urn) ist eine Erscheinung der mittleren Bronze- und der Eisenzeit, die vor allem in den nördlichen Teilen der Britischen Inseln und in Irland vorkommt.
Sie ist in der Regel schlank und hoch, mit flachem Boden und einfachem Rand. Die Urnen sind von einer oder mehreren, horizontalen unverzierten Schnüren geprägt, die um den Behälter liegen und ihn in Abschnitte (Zonen) unterteilen. Die übrige Dekoration besteht normalerweise aus Schnureindrücken oder eingeschnittener Dekoration im oberen Bereich.
Die Urne wurde vorrangig im Osten von Irland verwendet und dort schwerpunktmäßig in Ulster. Sie findet sich aber auch auf dem Urnenfriedhof von Ballintubbrid im County Wexford. Sie sind vorzugsweise in Flachgräberfeldern vertreten. Die meisten Urnen wurden in Gruben gefunden, nur fünf in irischen Steinkisten. Mitunter wurde die Grube mit einer Platte bedeckt; in zwei Fällen bedeckte die Steinplatte die Urne direkt. Der Ursprung der Urnen die im 2. Jahrtausend v. Chr. aufkommen, liegt in der Kragenurne (englisch Collared urn).